# Nash Four
La Four è un'autovettura prodotta dalla Nash Motors dal 1921 al 1924. Durante il primo anno di produzione, il modello venne commercializzato con il nome di Nash 40. La vettura era sostanzialmente la versione economica della 680.

## Storia
Il telaio era disponibile in una sola versione di passo, 2.845 mm. Il modello era offerto in versione roadster due porte, coupé due porte, berlina due e quattro porte, turismo quattro porte e cabriolet due porte.
La Four aveva installato un motore a quattro cilindri in linea da 2.719 cm³ di cilindrata avente un alesaggio di 82,6 mm e una corsa di 127 mm. Questo propulsore derivava da quello della 680 ed erogava 35 CV di potenza. La frizione era monodisco a secco, mentre il cambio era a tre rapporti. La trazione era posteriore. I freni erano meccanici sulle ruote posteriori. Nel febbraio del 1921 la cilindrata e la potenza del motore crebbero, rispettivamente, a 3.299 cm³ e a 36,75 CV. Questo aggiornamento non causò nessun aumento di prezzo. Nel 1922 furono introdotti, per la prima volta su un'auto di produzione, dei supporti in gomma per il motore.
All'epoca il mercato delle auto a prezzi accessibili conobbe una fase di crescita. Per tale motivo, ne venne introdotta una versione berlina due porte il cui prezzo si assestò tra quello della roadster e quello della coupé. Negli anni successivi il modello non fu oggetto di cambiamenti sostanziali. Nel 1924 fu offerto, tra gli optional, l'orologio elettrico. Alla fine dello stesso anno, la Four uscì di produzione venendo sostituita dalla Special Six. 